# يسرا اللوزي
يسرا محمود اللوزي (مواليد 8 أغسطس 1985 –) هي ممثلة وراقصة باليه ومذيعة وعارضة أزياء مصرية بدأت التمثيل على مسرح الجامعة الأمريكية بالقاهرة حينما كانت طالبة، ولكن جاءت فرصتها الأولى للتمثيل في السينما مع ترشيح المخرج الراحل يوسف شاهين لها في بطولة فيلمه إسكندرية - نيويورك في عام 2004. سنة تلو الأخرى، أصبحت بطلة لعدد كبير من الأفلام، منها: قبلات مسروقة، وبالألوان الطبيعية، وهليوبوليس، وميكروفون، المركب كما شاركت في بطولة مسلسلات مثل: خاص جدًا، وخطوط حمراء، وفيرتيجو، ودهشة.

## عن حياتها
ولدت يسرا في حي الزمالك، القاهرة، في 8 أغسطس 1985. درست يسرا العلوم السياسية في الجامعة الأمريكية، وتخصصت في المسرح والتاريخ الحديث. والدها هو «محمود اللوزي»، وهو مخرج مسرحي وممثل وأستاذ دراما ومسرح في الجامعة الأمريكية. ووالدتها سورية عملت في مجال مسرح العرائس، ولها إسهامات في مجال الترجمة والدوبلاج بشركة والت ديزني العالمية. بدأت يسرا في دبلجة الأفلام الكرتونية التي تنتجها شركة ديزني في ما قبل مرحلة الثانوية العامة، وكانت تقوم والدتها بترجمة تلك الأفلام. بعدما أنهت يسرا دراستها الجامعية، حصلت على ماجستير في حقوق الإنسان والتنمية، وعملت في ذلك المجال لفترة. لم يكن الباليه هواية يسرا الوحيدة، حيث أنها كانت تعزف البيانو أيضًا.

## حياتها الشخصية
تزوجت يسرا في سن الثالثة والعشرين عامًا بعدما أنهت دراستها الجامعية، وأنجبت طفلتها دليلة بعد 5 سنوات من زواجها تحديدًا عام 2014. رفضت يسرا العديد من الأدوار في تلك الفترة لتأخذ فرصة الاعتناء بطفلتها.
في عام 2020 أعلنت يسرا ولادتها لطفلتها الثانية نادية.

## حياتها الفنية
بدأت يسرا مشوارها في التمثيل مع المخرج يوسف شاهين في فيلم إسكندرية - نيويورك، والذي سبقه مشوار هواية بدأ على مسارح الجامعة الأمريكية. كما قدم لها والدها دعمًا كاملاً في أخذ قرار التمثيل والبدء فيه. قدمت يسرا بعض الأعمال الغنائية المسرحية مثل: أوزة سخيفة، والسلطان الحائر، وسليمان الحلبي، والقارئ. بعد أن أسند لها يوسف شاهين دور البطولة في فيلمها الأول، وبترشيح من ماريان خوري صديقة والدتها، سارت راقصة الباليه خريجة كلية العلوم السياسية، وبخطوات متزنة غير متسرعة إلي مجال السينما والتمثيل. تلت مشاركتها في فيلم إسكندرية - نيويورك دخولها لأول مرة في سينما الأفلام القصيرة عندما أخذت دور البطولة في فيلم هوس العمق عام 2007. لم تقتصر مشاركتها في التمثيل فقط، فقد كانت يسرا مقدمة برنامج ذا إكس فاكتور آرابيا، وهو برنامج متخصص في اكتشاف قدرات المشتركين الغنائية ودعمها لاحقًا. كما اشتركت في تقديم برنامج ميكروفون مع أمير صلاح الدين.
كانت مشاركة يسرا في فيلم إسكندرية - نيويورك هي نقطة انطلاقة قوية وحقيقية لها في مجال السينما، وشاركها التمثيل في هذا العمل والدها محمود اللوزي، والفنانة يسرا، ومحمود حميدة، ولبلبة، وسعاد نصر، وماجدة الخطيب. اشترك فيلم إسكندرية - نيويورك في مهرجان كان السينمائي، قسم جائزة نظرة ما في نسخة عام 2004. تلي ذلك فيلم قبلات مسروقة عام 2008، وشاركها التمثيل فيه أحمد عزمي، وباسم سمرة، وراندا البحيري. كان فيلم قبلات مسروقة الممثل المصري الوحيد في مهرجان الإسكندرية السينمائي الدولي، وفازت يسرا فيه بجائزة أفضل ممثلة، وفاز الفيلم أيضًا بجائزة أفضل فيلم في المجلة العربية «حريتي»، وشارك الفيلم في مهرجان كاب واينلاندز بجنوب أفريقيا.
بدأت بعدها يسرا رحلتها في مجال الدراما التلفزيونية بمسلسل خاص جدًا عام 2009 أمام يسرا، ومحمود قابيل، وتامر هجرس، وإيمي سمير غانم، ودرة، وإياد نصار. بدأت يسرا أولي تجاربها الوثائقية في الفيلم التسجيلي بس في حاجة ناقصة، وقد ناقش الفيلم أوجه الاختلاف والتشابه بين أربع ثقافات مختلفة. كان الفيلم من إنتاج معهد جوته، وتم عرضه في ميدين برويكت فوبرتال بألمانيا، كما تم في القاهرة أيضّا. شاركت يسرا في نفس العام في فيلم هليوبوليس مع والدها محمود اللوزي، وخالد أبو النجا، وهاني عادل، وهند صبري. وقد حازت علي جائزة أفضل ممثلة عن الفيلم في مهرجان روتردام السينمائي الدولي، وجائزة أفضل ممثلة عن نفس الفيلم في مهرجاني القاهرة السينمائي الدولي والإسكندرية. تم اختيار فيلم هليوبوليس للمشاركة في مسابقة سالونيك الدولية باليونان، وقد كان أول فيلم مصري يشارك في مسابقة سالونيك بعد فيلم الأبواب المغلقة عام 1999، وقد كان الفيلم المصري الدولي الوحيد في عام 2010 مع فيلم المسافر. وحاز الفيلم علي جائزة أفضل سيناريو من مؤسسة ساويرس. وتم ترشيح الفيلم في مهرجان الشرق الأوسط السينمائي الدولي، ومهرجان تورونتو السينمائي الدولي، ومهرجان فانكوفر السينمائي الدولي، ومهرجان كيرالا السينمائي الدولي، ومهرجان بلجيكا السينمائي الدولي.
تلي فيلم هليوبوليس بعض الأعمال السينمائية الكوميدية مثل: فيلم إذاعة حب عام 2011 مع لطفي لبيب، وانتصار، ومنة شلبي، ومنى هلا، وإدوارد. وفيلم بنات العم مع أحمد فهمي، وهشام ماجد، وشيكو. وفي نفس العام شاركت يسرا في فيلم ميكروفون، وهو فيلم مصري مستقل من إنتاج فيلم كلينيك، ويناقش الفن المستقل في الإسكندرية من موسيقى، ورقص، ورسم. وقد حصد هذا الفيلم العديد من الجوائز، منها جائزة أفضل سيناريو من مؤسسة ساويرس للسينما، وجائزة أفضل فيلم عربي من مهرجان القاهرة السينمائي الدولي، وجائزة أفضل فيلم في مهرجان الإسكندرية السينمائي الدولي، وجائزة أفضل مونتاج في مهرجان دبي السينمائي الدولي، وجائزة التانيت الذهبية في مهرجان قرطاج السينمائي الدولي بتونس، وكانت هذة المرة الثالثة لمصر أن تحصد التانيت الذهبي منذ انطلاق المهرجان من 44 عام. وتم ترشيح الفيلم من قبل بعض المهرجانات مثل: مهرجان تورونتو السينمائي الدولي، ومهرجان لندن السينمائي الدولي، ومسابقة سالونيك الدولية، ومهرجان مراكش السينمائي الدولي، ومهرجان بلجيكا السينمائي الدولي، ومهرجان كيرالا السينمائي الدولي. بعدها مرت يسرا بتجربة جديدة تمامًا علي مسيرتها.

## توجهاتها السياسية
شاركت يسرا في ثورة 25 يناير التي طالبت بسقوط الرئيس السابق محمد حسني مبارك هي ووالدها، ومعروف عنها مساندة ودعم الثورة والثوريين. شاركت يسرا في فيلم خاص يحكي عن الثورة حكاية الثورة مع آسر ياسين، وعمرو عابد، وبسمة، وطارق التلمساني، وعمرو واكد. وكانت من ضمن المطالبين بطرد السفير الإسرائيلي في أحداث فلسطين.

## التكريمات والجوائز
- جائزة أفضل ممثلة في مهرجان الإسكندرية السينمائي الدولي عن فيلم قبلات مسروقة.[10]
- شهادة تقدير خاصة من مهرجان روتردام للفيلم العربي عن دورها في فيلم بالألوان الطبيعية.[11][12]
- جائزة أفضل ممثلة في مهرجان روتردام السينمائي الدولي عن فيلم هليوبوليس.
- جائزة أفضل ممثلة في مهرجان القاهرة السينمائي الدولي عن فيلم هليوبوليس.
- جائزة أفضل ممثلة في مهرجان الإسكندرية السينمائي الدولي عن فيلم هليوبوليس.
- جائزة خاصة في مهرجان الإسكندرية السينمائي الدولي عن فيلم هليوبوليس.[11]
- جائزة التانيت الذهبي في مهرجان قرطاج الدولي عن فيلم ميكروفون.
- جائزة أفضل فيلم عربي في المسابقة العربية بمهرجان القاهرة السينمائي الدولي عن فيلم ميكروفون.[13]
- تكريم راديو 9090 في عام 2016.[14]
- تكريم جريدة الأهرام عن مجمل أعمالها السينمائية والدرامية، ومجهوداتها في المجال الإنساني في عام 2017.[15]
- تكريم سفارة الهند في مصر في احتفالية «نساء بارزات» في إطار مهرجان الهند علي ضفاف النيل في نسخة 2017.[16]

## أعمالها
- (2025): المداح: أسطورة العهد (تاج)
- (2025): لام شمسية
- (2025): سراب (ملك)
- (2024): المداح: أسطورة العودة (تاج)
- (2024): صلة رحم (ليلى)
- (2023): المداح: أسطورة العشق (تاج)
- (2023): جميلة (شيري)
- (2021): إلا أنا ج2 - بالورقة والقلم (ليلى)
- (2021): بين السما والأرض (مرام)
- (2020): بخط الإيد (نوارة عبد الخالق - ظهور خاص)
- (2020): طاقة حب (لاما)
- (2019): قمر هادي (ميرال)
- (2019): سوبر ميرو (هديل الدالي - ضيفة شرف)
- (2019): بدل الحدوتة تلاتة (منة - ضيفة شرف)
- (2019): كلبش ج3 (ريم)
- (2018): عائلة الحاج نعمان ج2 (هناء)
- (2018): بالحجم العائلي (هدى)
- (2017): 30 يوم (لبنى - ضيفة شرف الحلقة الأخيرة)
- (2017): الحلال
- (2017): طاقة القدر (هايدي)
- (2016): بنات سوبرمان (أية جمال)
- (2015): تشيللو
- (2015): لهفة (ضيفة شرف)
- (2015): استيفا (ياسمين - حلقة 23 و24)
- (2014): إمبراطورية مين (ضيفة شرف)
- (2014): دهشة (نعمة الباشا)
- (2013): آدم وجميلة (جميلة/ فاطمة)
- (2012): خطوط حمراء (سلمى)
- (2012): لحظات حرجة ج3 (شذى)
- (2012): فيرتيجو (نادية)
- (2012): سندباد (أداء صوتي - النسخة العربية المدبلجة)
- (2010): لحظات حرجة ج2 (شذى)
- (2010): الجماعة (شيرين)
- (2009): خاص جدا (فريدة)

### أفلام
- (2024): ليلة العيد
- (2023): جروب الماميز (مرام)
- (2022): العنكبوت (داليا)
- (2021): المحكمة
- (2017): أخلاق العبيد (داليا شكرى)
- (2017): فين قلبي (فريدة عزت)
- (2017): ممنوع الاقتراب أو التصوير (فريال لطيف)
- (2017): شنطة حمزة (أمينة)
- (2016): حسن وبقلظ (كامليا)
- (2016): الهرم الرابع (أسيا محمد إبراهيم - الصحفية)
- (2015): من ألف إلى باء (أروى)
- (2013): هاتولي راجل (علياء)
- (2012): بنات العم (دوللي)
- (2012): ساعة ونص (د/سناء)
- (2011): المركب (يارا)
- (2011): إذاعة حب (فريدة)
- (2011): ميكروفون (سلمى)
- (2011): هليوبوليس (يسرا)
- (2009): بالألوان الطبيعية (إلهام)
- (2008): قبلات مسروقة (مروة)
- (2007): لكل سينماه
- (2004): إسكندرية - نيويورك (جنجر)

### أخرى
- (2021): غرام واكصدام
- (2019): عين الحياة
- (2017): فرحات والثلاث ورقات
- (2011): حكاية الثورة (نفسها)
- (2009): بس في حاجة ناقصة
- (2007): هوس العمق (الفنانة)

### برامج
- (2024): رامز جاب من الآخر (ضيفة)
- (2019): سهرانين (ضيفة)
- (2019): رسايل (ضيفة)
- (2019): هاني في الألغام (ضيفة)
- (2018): أنا وبنتي (ضيفة)
- (2018): حفلة 11 (ضيفة)
- (2017): صالون أنوشكا (ضيفة)
- (2017): بيومي أفندي (ضيفة)
- (2017): عيش الليلة (ضيفة)
- (2016): تيلي سينما (ضيفة)
- (2015): ميكروفون (مقدمة البرنامج)
- (2014): معكم منى الشاذلي (ضيفة)
- (2013): عقدتي (ضيفة)
- (2013): ذا إكس فاكتور آرابيا (مقدمة)

## وصلات خارجية
- يسرا اللوزي على موقع IMDb (الإنجليزية)
- يسرا اللوزي على موقع الدهليز
- يسرا اللوزي على موقع قاعدة بيانات الأفلام العربية
- يسرا اللوزي على موقع ألو سيني (الفرنسية)
- يسرا اللوزي على موقع ألو سيني (الفرنسية)
- يسرا اللوزي على موقع أول موفي (الإنجليزية)
- يسرا اللوزي على موقع قاعدة بيانات الفيلم (الإنجليزية)
- يسرا اللوزي على موقع ليتربوكسد (الإنجليزية)
- يسرا اللوزي على موقع كينوبويسك (الروسية)